# とんち教室
とんち教室（とんちきょうしつ）は、NHKラジオ第1放送で1949年1月3日から1968年3月28日まで放送されたバラエティ番組である。19年間にわたって放送された長寿番組であった。テーマ曲は「むすんでひらいて」であった。

## 概要
司会は青木一雄が務めた。番組は学校の授業形式を取り入れたため、司会とはいわず「私はとんち教室の青木先生です」と挨拶した。毎回各界の著名人やお笑いタレントが生徒役として出演し、青木先生が出題するお題を生徒が珍答を繰り広げる大喜利のはしり的な番組として長年に渡って聴取者に愛された。また毎年年度末には「卒業式」ならぬ「落第式」というイベントも開かれた。
2007年にNHKラジオ第1放送の『ラジオ深夜便』内で、過去の録音が『深夜便アーカイブス』の一環として何度か再放送された。

## 「落第生」生徒
本番組では、司会の敬称は「先生」であるが、パネリストの呼称は「さん」「君」でなく「生徒」に統一された。なお、ほとんどの出演者は番組以外では「先生」（落語家2名は「師匠」）と呼ばれた人たちばかりである。反対に、青木先生はサラリーマン（アナウンサー）である。いつまでも学校に居続ける生徒は、卒業できないのだから落第しているのである、ということでレギュラー出演者は「落第生」と呼ばれた。

### 生徒
当初の生徒
- 石黒敬七（柔道家）
- 長崎抜天（漫画家）
- 玉川一郎（ユーモア作家、笑芸作家。）
- 春風亭柳橋 (6代目)
- 桂三木助 (3代目)
- 渋沢秀雄（渋沢栄一の息子。東宝元会長）
- 内田誠（明治製菓重役）
- 三味線豊吉
- 初代西崎緑（日本舞踊西崎流創始者・家元）
- 大辻司郎（漫談の創始者・宗家）
1953年放送の1952年度落第式で「大辻生徒を失くしたことは最大の出来事です」と説明したが、これは1952年4月9日に起きたもく星号墜落事故で死去した大辻を偲んだものである。
- 宮尾しげを（漫画家）
- 須田栄（東京新聞記者。新聞社に在籍しながらNHKに出演したのを咎められて1年で番組を降板。）

後に加わった生徒
- 柳家金語楼
- 他多数

## スタッフ
- フランク・正三・馬場 - 初期の番組企画に参画した。

## 関連書籍
- 青木一雄『青木せんせいの長生きとんち教室』（労働旬報社、1993年。ISBN 9784845103027）
- 青木一雄『とんち教室の時代』（展望社、1999年。ISBN 9784885460166）